# Super Floppy Cube
Der Super Floppy Cube ist eine der zahlreichen Variationen des Zauberwürfels. Er wurde von Katsuhiko Okamoto entwickelt, Hersteller ist die japanische Firma Gentosha Toys. Eine leicht modifizierte Version (hier abgebildet) wird von Lanlan Toys Ltd. in China produziert. Sie ist erkennbar an runden Farbaufträgen (gegenüber eckigen des Gentosha-Würfels) und erlaubt es zusätzlich, einzelne Kantensteine zu drehen, was die Lösung einfacher macht.

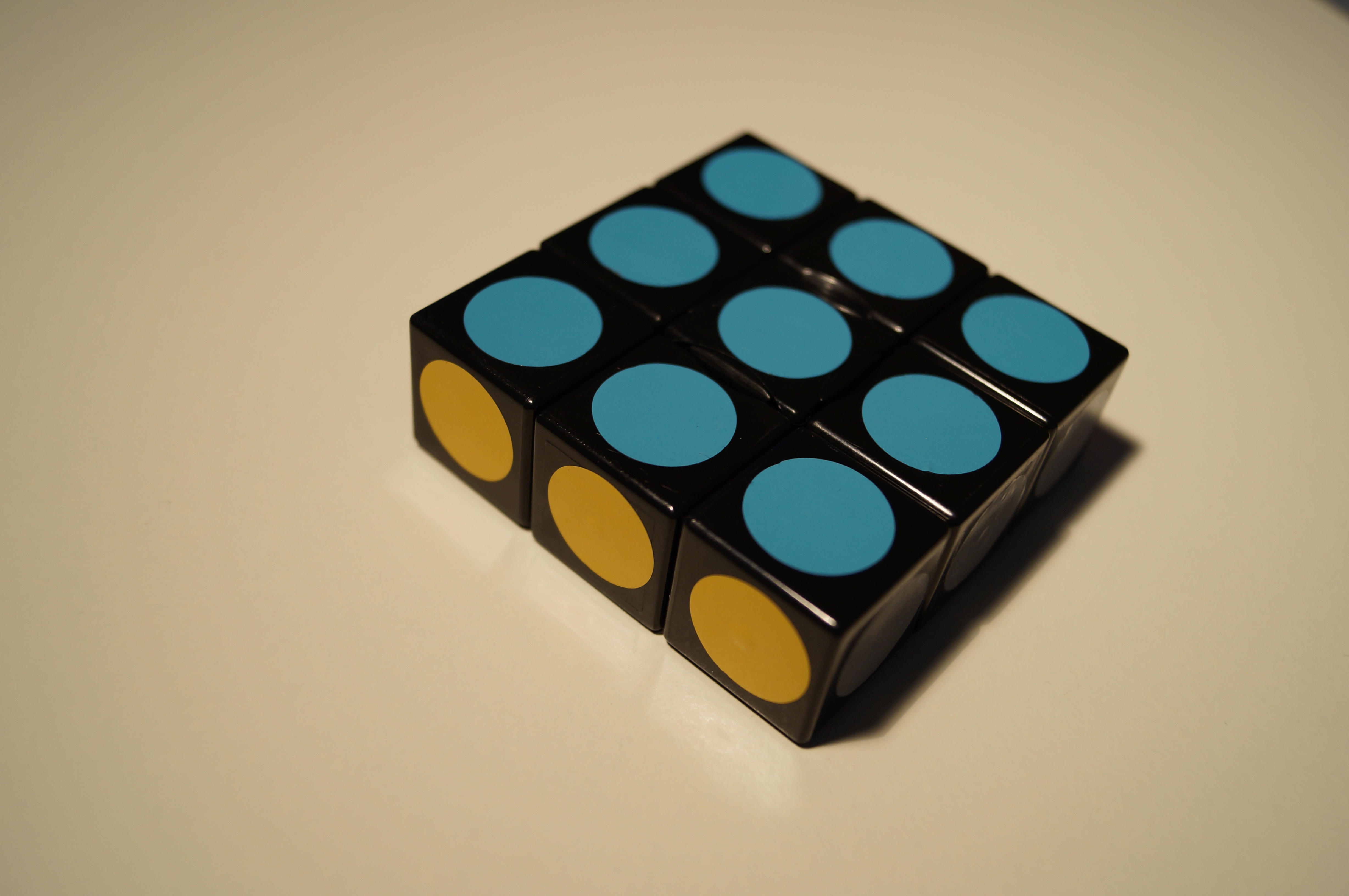
Der gelöste Super Floppy Cube

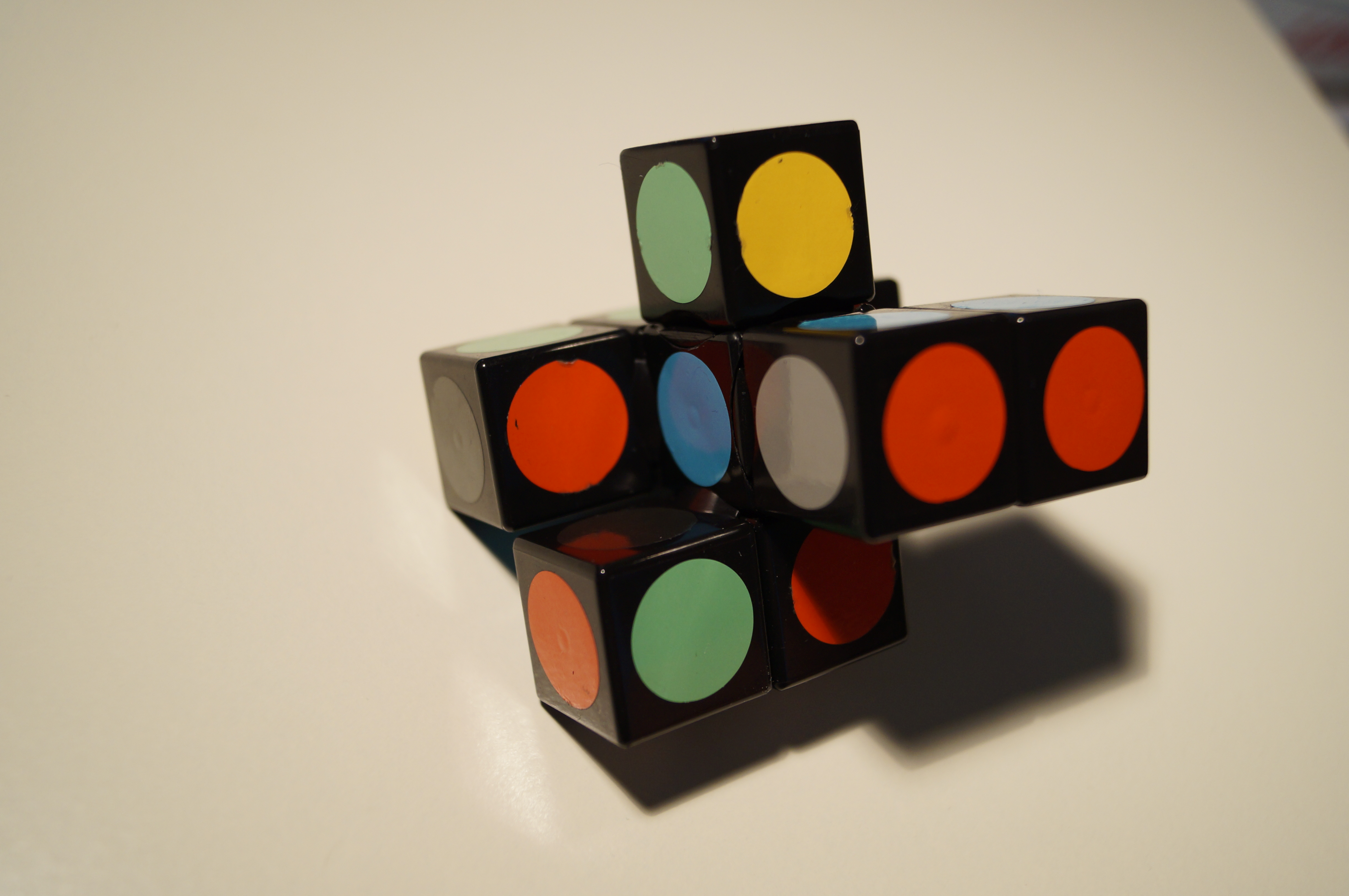
Der verdrehte Super Floppy Cube

Auffällig beim Super Floppy Cube ist, dass er das sogenannte „Shape-Shifting“ zulässt, d. h. die Steine können in eine andere als die herkömmliche 1x3x3-Quader-Anordnung gebracht werden (siehe Bild 2).
Der Cube misst 1,9 cm × 5,7 cm × 5,7 m und hat anders als der normale Zauberwürfel nur eine Ebene mit 3 × 3 Steinen. Er besteht aus einem Centerstein mit zwei verschiedenfarbigen Seiten, vier Kantensteinen mit 5 verschiedenen Farben und vier Ecksteinen mit 6 verschiedenen Farben. Die vier Kantensteine sind jeweils einzeln drehbar, außerdem besitzen die Ecksteine sechs Seiten, von denen jeweils maximal 5 sichtbar sind. Es ist möglich, jede Seite um 90 oder 180 Grad zu verdrehen. Daher kann der Cube auch bis zu drei Ebenen bilden, in gelöster Position befinden sich jedoch alle Steine in einer Ebene, wobei der Cube von jeweils nur einer Seite betrachtet einfarbig wirkt.
Die Gesamtzahl der möglichen Einstellungen ist 12 × 11 × 10 × 9 × 44 = 3.041.280 Positionen, da acht Ausrichtungen möglich sind, ergeben sich 72 mögliche räumliche Formen, die zum Teil spiegelsymmetrisch sind. Das Lösen des Super Floppy Cubes ist keine offizielle Disziplin bei Turnieren der World Cube Organisation; meist stellt es sowohl für erfahrene Speedcuber als auch für Anfänger keine große Herausforderung dar.